# Villa Manin
Pour les articles homonymes, voir Manin (homonymie).
La villa Manin est une villa veneta située à Passariano, un hameau (frazione) de la commune de  Codroipo dans la province d'Udine (région Frioul-Vénétie Julienne, Italie).

## Histoire

### La famille Manin
L'œuvre est due à l'initiative de la famille Manin.
Les Manin sont mentionnés à Florence dès l'an mil. Ils arrivent dans le Frioul (Aquilée et Cividale) à la suite des luttes entre guelfes et gibelins et occupent une position dans la politique de la république de Venise en terraferma qui trouvera son plein épanouissement au XVIe siècle, époque à laquelle Francesco III Manin entre en possession de la gastaldia de Sedegliano et s'installe à Passariano.
La villa Manin fut la demeure du dernier doge de Venise, Ludovico Manin.

### Le traité de Campoformio
C'est dans cette villa, où Napoléon Bonaparte et Joséphine de Beauharnais passèrent la nuit du 27 au 28 août 1797, que fut signé, le 17 octobre 1797, le traité de Campoformio entre la France et l'Autriche.

### L'édifice
C'est un complexe architectural monumental érigé au XVIIe siècle à l'instigation du noble frioulan Antonio Manin qui, à la perte de la suprématie maritime, se concentra sur les ressources offertes par la terraferma, en créant une exploitation agricole au centre de laquelle il implanta une maison de maître.
La première construction date des années 1650-1660. Les fils d'Antonio, Ludovido I Manin et Francesco IV reprennent ensuite le projet, avec sans doute l'aide de l'architecte Giuseppe Benone. L'aspect originel du XVIIe siècle de la villa diffère radicalement de l'actuel du fait des transformations et des extensions commandées par Ludovico II et Ludovido III (dit Alvise) et réalisées par l'architecte vénitien Domenico Rossi qui, en 1707, dessine la place carrée et, après 1718, réalise la monumentale exèdre actuelle, et par Giovanni Ziborghi qui, entre les années 1730 et 1740 fait rehausser les communs. La surélévation du noyau nobiliaire central, exécutée sur les conseils de Giorgio Massari (Palazzo Grassi), est réalisée après 1745. Le vaste parc de plus de dix-sept hectares situé dans la partie postérieure semble dû à la volonté du maître de maison, Ziborghi.
Le neveu d'Antonio Manin, Ludovico Manin, la transforme ensuite en un complexe organisé qui, au-delà de la fonction agricole, traduit une volonté de représentation.
Les interventions de Selva au XVIIIe siècle ont considérablement modifié le parc d'origine, aujourd'hui reconstitué par des réaménagements et la réimplantation des premières essences arborées.

### La chapelle Sant'Andrea
La chapelle Sant'Andrea construite au début du XVIIIe siècle (1708) par Domenico Rossi appartient également au complexe de la villa Manin. Elle est située à l'extérieur de la place carrée, adossée aux communs et à la porte orientale. L'édifice est construit sur un plan carré aux angles émoussés, formant quasiment un octogone. La façade, avec un tympan et deux couples de colonnes latérales, est ornée en rives et sur le fronton de statues de marbre du sculpteur Pietro Baratta. À l'intérieur se trouvent, dans la sacristie, deux autels de marbre de Giuseppe Torretti et, dans la salle, deux autres autels avec retable en marbre travaillé en bas-relief du même Torretti.

### Les œuvres d'art
Au-delà de sa valeur architectonique, l'importance de la villa, enrichie de fresques de Louis Dorigny, Jacopo Amigoni et Pietro Oretti, de toiles de Fontebasso et de sculptures de Torretti, est due aux œuvres d'art du XVIIe siècle qui y sont conservées.
En 1708, dans une salle située à l'est, le peintre français Louis Dorigny peint le plafond à fresque : Il Trionfo della primavera (le Triomphe du printemps) dans le médaillon central, l'Allégorie de l'Amour, de la Gloire, de la Richesse et de l'Abondance, dans les quatre médaillons ovales qui l'entourent. Sa peinture aux couleurs froides et éclatantes qui dénote une prédilection pour les personnages élégants sur fond de ciels limpides met en œuvre des solutions téméraires : petits amours et nymphes nubiles débordant de la corniche mais se révèle dans l'ensemble académique et conventionnelle.
Aux murs, sur un fond monochrome doré, il peint quelques scènes avec Apollon et Mars, Vénus et Bacchus, Le Jugement de Pâris, Pan et Syrinx, au milieu de figures allégoriques agrémentées par le clair-obscur de goût français, la précision du trait et un étonnant équilibre dont s'inspirera le jeune Tiepolo appelé à travailler à l'archevêché d'Udine en 1726-1730.

## Époque contemporaine

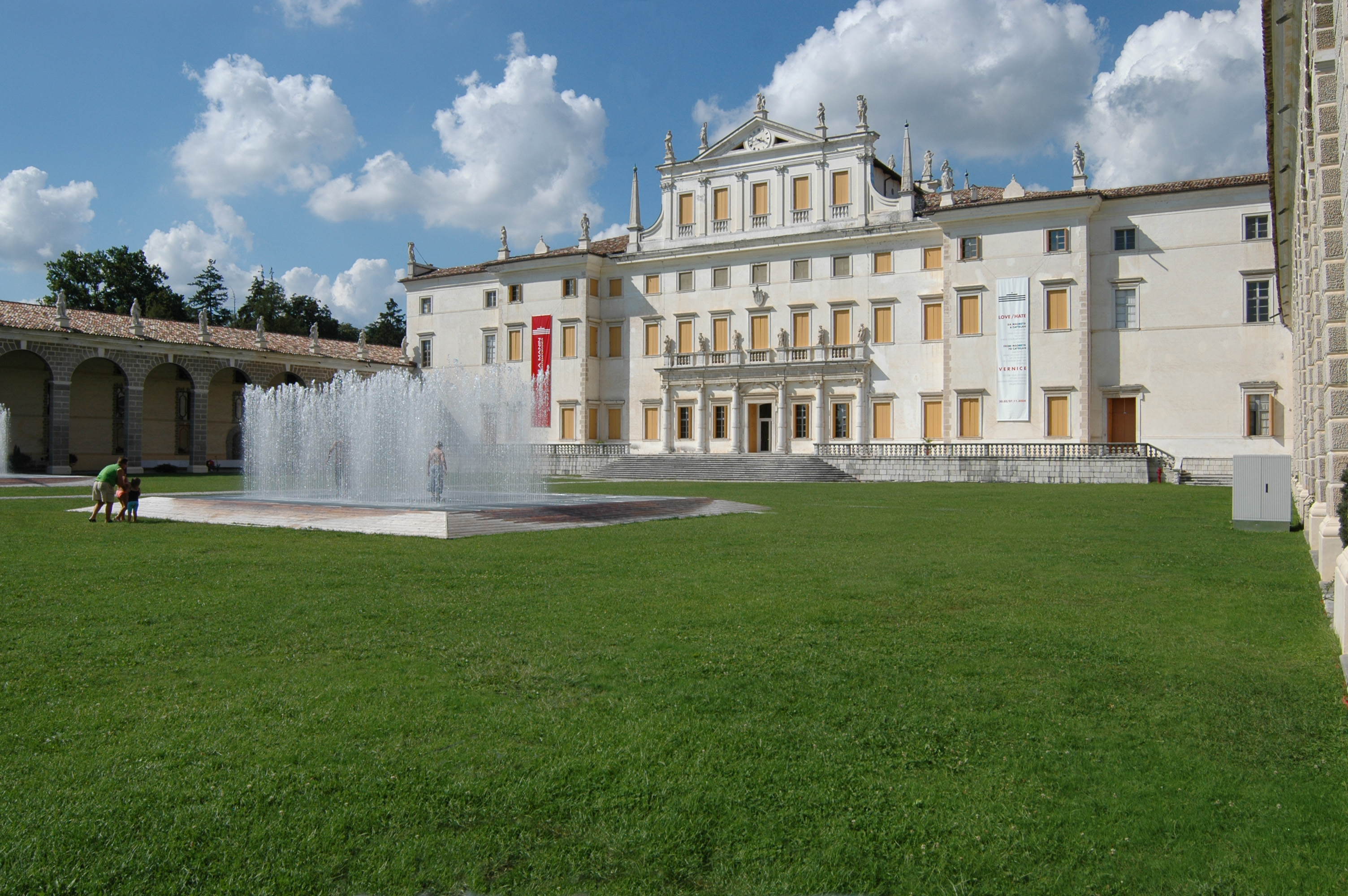
Villa Manin.

### La restauration
En 1962, la villa Manin devient la propriété de l’Ente Ville Venete en français : « l'office culturel des villas du Veneto » de Venise par décret ministériel qui la déclare d'utilité publique et en autorise l'expropriation pour le prix symbolique de 140 millions de lires. Le montant en fut fixé, dans le cadre d'une liquidation judiciaire, en considération de l'état d'abandon dans lequel était demeurée la résidence de l'ultime doge de Venise. L’Ente Ville Venete initie la restauration de la villa pour une dépense d'environ 200 millions de lires. La question se pose alors de la destination de la villa, une fois restaurée, avec une superficie utilisable de 1 800 mètres carrés et un parc de 19 hectares. Dans ce climat d'incertitude, le projet d'Aldo Rizzi, célèbre historien d'art et directeur des musées municipaux d'Udine, de faire de l'ancienne résidence nobiliaire le siège prestigieux de grandes expositions d'art rencontre la faveur de la commune d'Udine et de la région autonome du Frioul-Vénétie Julienne qui, en 1969, avait acquis la villa. Aldo Rizzi, qui en sera le conservateur de 1972 à 1993, organise en 1971 la mémorable exposition inaugurale du Tiepolo, qui eut les faveurs de 325 000 visiteurs, et crée, après le tremblement de terre de 1976, la Scuola del Restauro qui permit de sauver tant de chefs-d'œuvre.

### Les expositions
La villa Manin contient une zone muséale d'un notable intérêt touristique. Des expositions permanentes permettent de voir une collection de fiacres anciens, une riche collection d'armes dont certaines pièces proviennent de la Casa della Contadinanza (la Maison de la condition paysanne) d'Udine ou la fameuse « chambre de Napoléon » où dormit l'empereur qui signa ici le Traité de Campoformio en 1797.
Le cadre idéal de la villa a reçu de grandes expositions d'art ancien avec des noms prestigieux comme celui déjà cité de Tiepolo ou Sebastiano Ricci pour arriver à l'art abstrait de Kandinsky en 2003 ou Magritte en 2004 mais aussi des expositions d'antiquités, des concerts et des congrès.
En 2004, la villa Manin devient « Centre d'art contemporain » et se caractérise par une programmation annuelle qui fait alterner expositions thématiques avec des artistes provenant du monde entier, collaborations avec d'importants musées internationaux, projets  « Sculpture dans le parc » ou expositions consacrées aux artistes de la région (Spazio FVG).
La direction artistique est confiée à Francesco Bonami.

### Source
- (it) Cet article est partiellement ou en totalité issu de l’article de Wikipédia en italien intitulé « Villa Manin » (voir la liste des auteurs).